# Ióannés Stobaios
Ióannés Stobaios (Ἰωάννης Στοβαῖος nebo Στοβεύς, latinizovaně Stobaeus, kolem počátku 5. stol. n. l.) byl řecký spisovatel a autor důležité sbírky antických citátů a poznatků. Pravděpodobně pocházel ze Stobi v Makedonii, jak naznačuje jeho jméno. Má se za to, že žil ve stejné době jako Hieroklés z Alexandrie, protože ten je nejmladším autorem, který se objevuje ve Stobaiově sbírce. Ze zlomku dochované předmluvy k Stobaiově sbírce vyplývá, že ji tvořil pro svého syna Septimia. Stobaiovu sbírku tvořily čtyři knihy, z nichž první a část druhé se zabývaly fyzikou, zbytek autor věnoval etice. Druhá kniha se dochovala jen ve zlomcích a třetí a čtvrtá v silně pozměněné podobě. Celkem Stobaios citoval asi 600 autorů a řada důležitých citátů řeckých dramatiků (zejména Eurípida) se dochovala jen díky němu. 